# ابواسحاق شیرازی
ابواسحاق، ابراهیم بن علی شیرازی (۱۰۰۲- ۱۰۸۱م) فقیه شافعی ایرانی در سدهٔ پنجم هجری بود.

## زندگی
در سال ۳۹۳ قمری در فیروزآباد فارس متولد شد و در همان‌جا به تحصیل مقدمان پرداخت. او در سال ۴۱۰ قمری برای کسب علم به شیراز رفت و نزد ابوعبداﷲ بیضاوی و عبدالوهاب بن رامین فقه آموخت آنگاه به بصره شد و در خدمت جوزی قرائت حدیث کرد و در سال ۴۱۵ رهسپار بغداد گشت و نزد ابوطیب طبری قاضی مشغول شد و مدتی مصاحب وی بود و در مجلس او نیابت می‌کرد و در مدرس او سمت معیدی داشت پس از آنکه مدرسهٔ نظامیه در بغداد بنا شد، تدریس آنجا را به ابواسحاق واگذار کردند و تا آخر عمر در آنجا به درس اشتغال داشت. او اولین مدرس رسمی مدرسهٔ نظامیه است و قبل از وی ابن صباغ بیست روز در آنجا تدریس کرده‌بود. از کتب اوست: مهذب و تنبیه در فقه و لمع وشرح آن در اصول و نکت در خلاف - تبصره و معونه و تلخیص و غیر آن. فیروزآبادی صاحب قاموس از اخلاف اوست. ابواسحاق در سال ۴۷۶ قمری درگذشت.